# Hans van Breukelen
Johannes Franciscus „Hans“ van Breukelen  (* 4. října 1956, Utrecht, Nizozemsko) je bývalý nizozemský fotbalista, který hrával na pozici brankáře. V letech 1987, 1988, 1991 a 1992 získal ocenění Fotbalový brankář roku Nizozemska.
Mimo Nizozemska hrál v Anglii.

## Klubová kariéra
Na klubové úrovni působil v Nizozemsku v FC Utrecht a později v PSV Eindhoven, s nímž posbíral řadu trofejí včetně triumfu v Poháru mistrů evropských zemí 1987/88.

V Anglii hrál v letech 1982–1984 za Nottingham Forest.

## Reprezentační kariéra
V letech 1980–1992 nastupoval za nizozemskou fotbalovou reprezentaci. Svůj reprezentační debut absolvoval 11. října 1980 v utkání proti Západnímu Německu (remíza 1:1).
Zúčastnil se tří vrcholových fotbalových turnajů: Mistrovství světa 1990, Mistrovství Evropy 1988 (zisk zlaté medaile) a Mistrovství Evropy 1992 (zisk bronzové medaile). Celkem odehrál v nizozemské reprezentaci 73 zápasů.
Zápasy Hanse van Breukelena za A-tým Nizozemska 
| Rok    | Zápasy | Góly |
| ------ | ------ | ---- |
| 1980   | 1      | 0    |
| 1981   | 3      | 0    |
| 1982   | 5      | 0    |
| 1983   | 2      | 0    |
| 1984   | 3      | 0    |
| 1985   | 6      | 0    |
| 1986   | 6      | 0    |
| 1987   | 7      | 0    |
| 1988   | 10     | 0    |
| 1989   | 5      | 0    |
| 1990   | 12     | 0    |
| 1991   | 5      | 0    |
| 1992   | 8      | 0    |
| Celkem | 73     | 0    |